# Ivonet Omnes
Ivonet Omnes est un clerc breton du XIVe siècle qui a copié ce qui est considéré comme les plus anciens fragments connus de poèmes en langue bretonne.
Ivonet Omnes, copiste, a inséré plusieurs vers bretons dans le manuscrit qu'il copiait en 1350, le Speculum historiale de Vincent de Beauvais, conservé à la Bibliothèque nationale. C'est là qu'André Antoine Thomas a découvert en 1913, à cinq endroits, des fragments courts de vers bretons venant de poésies d'amour populaires ; dans un de ces ajouts, le copiste indique son nom : Iuonet Omnes.
| Texte original | Texte modernisé par Léon Fleuriot | Traduction |
| --- | --- | --- |
| an guen heguen am laouenas an hegarat an lacat glas... mar ham guorant va karantit da vout in nos oh he kostit uam guaret nep pret... | Ar wenn hewen am laouenas An hegarad he lagad glas... Mar am gwarant va c'harantez Da vout en noz ouzh he c'hostez Gwamm garet, nep pred... | La blanche souriante m'a réjoui L'aimable à l'oeil bleu... Si me garantit mon amour D'être la nuit à ses côtés Femme aimée à tout instant... |

## Pour approfondir